# Tolin
Tolin – śródleśna część miasta Otwocka, położona w jego północnej części, w rejonie ulicy Tolińskiej.
Historycznie powiązany z Mlądzem i włączony wraz z nim do miasta Otwocka  1 stycznia 1958.